# السمیر، شراپ‌شر
longitudeالسمیر، شراپ‌شرlatitudeالسمیر، شراپ‌شر
اِلسمیِـر، شراپ‌شر (به انگلیسی: Ellesmere, Shropshire) یک شهرک در بریتانیا است که در شروپ‌شر واقع شده‌است.

## خصوصیات
اِلسمیِـر ۳٬۲۲۳ نفر جمعیت دارد.

## خواهرخوانده
شهر دیکسمویید خواهرخواندهٔ اِلسمیِـر هست.